# Федеральный университет Баии
Федеральный университет Баии (порт. Universidade Federal da Bahia) — университет в Бразилии. Основан 8 апреля 1946 года.

## История
UFBA был создан 8 апреля 1946 года, согласно закону 9155. В состав вошли: Школа хирургии Баии, факультет права, Политехническая школа Баии, философский факультет и факультет экономических наук.
4 декабря 1950 года, правительство приняло решение о создании федеральной системы высшего образования по закону 2234. После этого университет был переименован в Федеральный университет Баии. История начального высшего образования в государстве восходит к 1808 году, когда для определения[что?] Португальского Двора была создана первая школа медицинского образования в стране — школа Баии.
За этим последовали : фармацевтический факультет (1832), школа изящных искусств (1877), юридический факультет (1891), Политехническая школа (1897), школа экономики (1905), школа философии, наук и литературы (1943), школа библиотечного (1942), которые вошли в состав других с 1946 года. [2]
С этой даты, новые курсы были созданы для удовлетворения научных и культурных потребностей общества. С 1949 по 1961 год работа координируется[что?] благодаря Эдгар Сантосу, первому ректору университета.
В течение этого периода деятельности, были добавлены следующие установки: Центральная клиническая больница, школы архитектуры и образования, музыкальное училище и училище сценического искусства, школа геологии, а также, институты математики, физики, химии, биологии и наук о здоровье. Центр африканского востоковедения и музей духовного искусства.

## Факультеты
- Факультет экономики
- Факультет философии и гуманитарных наук
- медицинский факультет
- стоматологический факультет
- юридический факультет

## Центральные институты
- Институт биологии
- Институт физики
- Институт геологических наук
- Институт гуманитарного образования
- Институт искусств
- Институт математики
- Институт психологии
- Институт химии

## Междисциплинарные центры
Области передового опыта: (номинальная 5 или больше): 20 Наука: Химия (5) Медицина: патологии человека (5), Community Health (6). Гуманитарные: Государственное управление (5), Архитектура и развитие (5).
Искусство: Исполнительское искусство (6) Музыка (5).

## Прочие учреждения
Школа менеджмента
Школа агрономии
Школа изобразительных искусств
Школа танцев
Школа медсестер
Школа ветеринарной медицины
Школа музыки
Школа питания
Школа театра

## Известные выпускники и преподаватели
- Силва, Пирайя да

## Ректоры
Контакт : преподаватель Emílio José de Castro e Silva
Aдрес :
Rua Augusta Viana, s/n°
Gabinete do Reitor/ Palácio da Reitoria — Canela
40110-909 Salvador BA
Teл : 00 55 71 3263 7025
Факс : 00 55 71 3263 7067
электронная почта : assesint@ufba.br; emilio@ufba.br
сайт : http://www.aai.ufba.br

## Жизнь студентов
Университет имеет 57 последипломных студенческих курсов, 82 аспирантуры и более 100 курсов для аспирантов. UFBA является одним из первых университетов в Бразилии, имеющий свободные места по всей столице штата Баия а также, в Barreiras (запад) и Витория-да-Conquista (юг). [4] В 2008 году, университет насчитывал три кампуса. В среднем закрываемость вакансий составляла 6,2. [5] Соглашения о сотрудничестве с UFBA имеют 32 страны (такие как : США, Швеция, Аргентина, Южная Африка, Новая Зеландия, Франция и др.). [6]